# Darling in the Franxx
Darling in the Franxx (ダーリン・イン・ザ・フランキス, Dārin In Za Furankisu), stylisé DARLING in the FRANXX et abrégé DarliFra (ダリフラ) ou DITF, est une série télévisée d'animation co-produite par Trigger et CloverWorks, réalisée par Atsushi Nishigori, co-écrite par Atsushi Nishigori et Naotaka Hayashi, et diffusée pour la première fois entre le 13 janvier et le 7 juillet 2018. Deux mangas dérivés sont publiés à partir du 14 janvier 2018 : le premier est une adaptation réalisée par Kentarō Yabuki et qui s'est conclu le 26 janvier 2020,, tandis que le second est un manga parodique réalisé par mato et qui s'est conclu le 11 juillet 2018,.

## Synopsis
Dans un futur lointain et dystopique, la surface de la Terre est devenue aride, inhospitalière et dangereuse pour les humains, continuellement pris pour cibles par des bêtes sauvages appelées « hurleurs » (叫竜, kyōryū, en anglais klaxosaurs). En s'abritant dans des gigantesques dômes mobiles climatisés, appelés plantations, et en s'armant de puissants robots de combats, appelés « FranXX », ils arrivent néanmoins à faire face aux difficultés. Les hommes sont menés par les Sept Sages et APE, une organisation de scientifiques qui a pour leader suprême un dénommé « Papa ». Leur armée est composée de jeunes soldats, appelés parasites, qui sont conçus, éduqués et sélectionnés uniquement dans le but de combattre. Dans cette optique, ils doivent se synchroniser en formant des couples pistil-étamine (fille-garçon). Ils sont tenus en totale ignorance de ce qui n'est pas lié à leur mission : défendre les adultes, jusqu'à leur dernier souffle.
Hiro (Code:016) et sa partenaire Naomi (Code:703) ont été recalés au test d'aptitude. L'avenir de Hiro semblait pourtant radieux. Le jour de la cérémonie de promotion réservée aux admis, Hiro fait la rencontre de Zero Two (Code:002), une parasite intrigante et désinvolte qui a des gènes de hurleur. Au cours d'une attaque inattendue, le coéquipier de Zero Two trouve la mort. En quête d'accomplissement personnel, Hiro accepte de devenir le nouveau partenaire de Zero Two (ou darling, selon ses mots)… mais il ignore que piloter avec elle a déjà coûté la vie à plusieurs dizaines de parasites.

### Les hurleurs
Sont appelés « hurleurs » les monstres que les protagonistes doivent combattre. Il en existe de plusieurs types, selon leur taille et leur dangerosité. En voici quelques exemples (du plus faible au plus massif, liste non exhaustive) :
- Type Conrad, des hurleurs miniatures large de quelques mètres ;
- Type Mohorovic, de taille moyenne large de plusieurs dizaines de mètres ;
- Type Gutenberg, des hurleurs géants large de centaines de mètres ;
- Type Super-Lehmann, le plus grand type d'hurleur couvrant des kilomètres.

On apprend plus tard dans la série que les hurleurs sont en fait la partie émergée de l'iceberg que constitue leur espèce originelle. En effet, près de 60 millions d'années avant le règne des humains, la Terre était aux mains d'une autre civilisation — par ailleurs bien plus avancée — d'êtres que le Dr Franxx appellerait « protohurleurs » (叫竜人, kyoryūjin, Klaxo sapiens en anglais). Ce peuple fut attaqué par les VIRM, une entité vivante mais immatérielle, qui voulut les forcer à les rejoindre en abandonnant leur enveloppe charnelle. Les hurleurs parvinrent à défaire ce qui s'avéra être la première vague d'envahisseurs. Quand la seconde arriva, ils furent dépassés, et quittèrent la surface pour les profondeurs du globe. Les uns, plus faibles, se transformèrent en matière inerte, le carburant magma. Les autres évoluèrent et développèrent des armes de plus en plus sophistiquées qu'ils devaient piloter en couple, mais ils finirent par perdre leur intelligence et leurs fonctions reproductives.
Les hurleurs sont à l'origine de l'arme Star Entity, que seul un protohurleur peut conduire. C'est ce rôle qu'a tenu à endosser la Princesse des Hurleurs, et c'est pourquoi elle a dû survivre pendant tant d'années.

### Les VIRM
Une race extraterrestre dévoilée à la fin de la série, qui est connue pour absorber différentes formes de vie en les libérant de leur corps physique. Ils ont infiltré les rangs d'APE (Papa et le vice-président en font partie). Ils ont notamment pour objectif d'éliminer les hurleurs, qui leur ont résisté pendant des années, et de coloniser ou détruire la Terre. Pour combattre et conquérir, ils se servent des forces armées des peuples qu'ils ont vaincus.

## Personnages

### Escouade de la plantationno13
Pilotes du Franxx Strelizia (ストレリチア, Sutorerichia)
Code:016 / Hiro (ヒロ, Hiro)
Voix japonaise : Yūto Uemura (ja),, Ami Koshimizu (enfance), voix française : Maxime Donnay
Hiro était autrefois considéré comme un prodige (il fait partie des 20 parasites les plus prometteurs, d'où son code), mais il n'est plus qu'un simple pilote cadet à l'abandon après qu'il a « perdu sa capacité » à piloter un Franxx. Il cherche sa place dans l'escouade et dans la vie en général.
Hiro se considère comme un grand curieux de nature, voulant tout savoir et posant mille questions, bien que son verbe se soit étouffé avec l'adolescence. Souffrant d'un grand manque de confiance en lui, il est globalement pessimiste et préfère souvent abandonner, malgré ses capacités hors du commun, scrutées de près par APE. Hiro, alors novice, était le leader parmi ses amis, et c'est lui qui a leur donné des surnoms. Seul pilote déclaré compatible avec Zero Two, à cause de son enfance mouvementé, et bien qu'il ait souffert de pertes de mémoires et d'autres problèmes physiques, il est finalement devenu son étamine. Il trouve en effet en elle le moyen d'atteindre son rêve d'enfant : piloter dans les airs, aider son prochain et il se moque bien des énormes risques qu'il prend…
Au fur et à mesure qu'il pilote avec Zero Two, il développe des cornes bleues. À la fin de la série, ses yeux auparavant bleus deviennent bleu-vert, comme ceux de Zero Two, et sa peau devient bleu sombre.
Code:002 / Zero Two (ゼロツー, Zero Tsū) / 9'ι (ナインイオタ, Nain Iota)
Voix japonaise : Haruka Tomatsu,, voix française : Claire Tefnin
Une mystérieuse jeune fille à deux cornes rouges, mi-humaine, mi-hurleur. C'est une pilote d'élite appartenant à l'unité des forces spéciales de APE avec le surnom de « tueuse de partenaire ». Toujours très énigmatique, pulsionnelle et espiègle, elle trouve Hiro différent des autres partenaires dès qu'elle le rencontre accidentellement. Son pouvoir dévastateur en fait une arme à manipuler avec précaution, puisque la plupart de ses partenaires de combat sont morts à son contact prolongé. On découvre alors une face de son caractère qu'elle dissimule mal : celle d'une soldate neurasthénique aux instincts cruels et sadiques, sauvage, cynique, sans scrupules, uniquement limitée par son étamine. Comme Hiro, elle n'a plus rien à perdre à se battre, et n'a en conséquence aucune peur de mourir. Souvent méprisée, considérée comme un monstre, elle se dégoûte, se répugne profondément elle-même, et se hait comme elle est misanthrope. Sa vie, dénuée de sens, n'était avant la rencontre de son étamine qu'une vaste traversée du désert ; elle trouve en lui le réconfort profond d'un être semblable. Elle promet de rester à ses côtés jusqu'à sa mort, de venir le chercher dans toutes les situations critiques, et de sillonner le monde avec lui.
Enfant à l'aspect démonique, elle fut un sujet d'expériences privilégié du Dr Franxx, et fut maintes fois torturée. Hiro l'a découvert et, bouleversé par sa souffrance, l'a aidé à s'évader. Fugitive transie dans le froid de l'hiver, Zero Two a obtenu son objectif de vie par pur accident : elle voit en Hiro le prince décrit dans son livre de conte de fées. Cette rencontre est pour elle un bouleversement émotionnel majeur : pour la première fois de son existence, un être bienveillant explorait le monde avec elle, hors de sa douloureuse prison. Rattrapée par ses geôliers, elle se jure de tout faire pour avoir l'air humaine, afin qu'on accepte de la laisser aimer et épouser son prince, bien qu'elle ignore sa véritable identité. Malgré l'effacement de ses souvenirs, son serment de devenir humaine s'empara de son âme. Ne parvenant pas à se faire reconnaître comme tel, elle tire de sa rage immense l'énergie qui lui permet de tuer un maximum de hurleurs, car on lui a fait croire que cela l'aiderait à parvenir à ses fins. Dans sa quête de victimes, elle se moque éperdument de sacrifier les vies de centaines de copilotes, du moment qu'elle puisse revoir un jour son « darling originel ».
Après avoir découvert que Hiro était le garçon de son passé, elle fait face à ses nombreux méfaits et à leurs conséquences. Rejetée par ses anciens alliés, elle sombre dans une névrose sans fond, retournant à une sauvagerie quasi-animale. Fort heureusement, les puissants sentiments que l'un et l'autre entretiennent la sauvèrent.
Tard dans la série, le Dr Franxx révèle qu'il a conçu Zero Two en croisant les gènes de la Princesse des Hurleurs avec des gènes humains. Elle fut le seul sujet de test concluant et fut par la suite clonée pour donner les Nines. APE avait en fait besoin d'elle pour pouvoir contrôler Star Entity. Par ailleurs, le docteur finit également par avouer qu'il a fait exprès d'emmener Zero Two voir la plantation 13 au tout départ, par une simple « fantaisie de scientifique » (il était très loin de croire qu'elle et Hiro se souviendraient un jour l'un de l'autre). Malgré ce qu'il lui a fait endurer, Zero Two le remercie de l'avoir créée et de lui avoir permis de trouver son darling.
Elle est tiraillée entre l'envie d'être unie à Hiro, ce qui lui serait mortel, et son souhait qu'il reste humain. C'est pourquoi, vers la fin de la série, elle décide de transférer durablement sa conscience dans Strelitzia, et de combattre jusqu'au bout les VIRM, laissant à Hiro la maigre consolation de son enveloppe corporelle désormais sans âme. Cela porte atteinte à la promesse que les deux enfants s'étaient faite lorsqu'ils s'étaient rencontrés. Hiro en est conscient, et il refuse d'abandonner son rêve, qu'ils partagent au fond, même si Zero Two le réprime.
En se sacrifiant avec Hiro pour faire chuter l'empire VIRM, son corps et celui de son partenaire sont détruits. Mais leurs âmes immortelles, reliées par l'amour qu'ils se portent, traversent le temps et l'espace pour retomber sur Terre. Ils se réincarnent alors et, comme maintenus ensemble par le sort, ils se rencontrent une autre fois dans une autre vie.
Pilotes du Franxx Delphinium (デルフィニウム, Derufiniumu)
Code:015 / Ichigo (イチゴ, Ichigo)
Voix japonaise : Kana Ichinose,, voix française : Emilie Guillaume
La meilleure amie de Hiro et Goro depuis son enfance, et cheffe d'escouade de sa classe. Elle est secrètement amoureuse de Hiro, se montrant impassible vis-à-vis du reste de l'équipe. Très sensible au fond d'elle, bien qu'elle n'en montre rien, elle se reproche ardemment d'être incapable de se faire aimer d'Hiro. Sa douleur de voir son camarade en danger de mort constant atteint des sommets lorsque Zero Two le manipule pour servir ses intérêts personnels ; c'est sa principale rivale, en termes d'autorité comme de relation amoureuse. Elle finit toutefois par accepter la relation entre Hiro et Zero Two.
Peu après la naissance d'Ai, Ichigo et Goro débutent une relation amoureuse. Ichigo est enceinte lorsque la guerre contre les VIRM arrive à son terme.
Code:056 / Goro (ゴロー, Gorō)
Voix japonaise : Yūichirō Umehara (ép. 1 - 22),, Daiki Hamano (ja) (ép. 23 - 24), Natsumi Fujiwara (ja) (enfance), voix française : Bruno Mullenaerts
Le meilleur ami de Hiro et d'Ichigo depuis leur enfance. Sérieux et très humain, il est l'étamine d'Ichigo. Amoureux d'Ichigo pendant longtemps (il lui a déjà confessé ses sentiments, sans succès), ils deviennent finalement amants peu après la naissance d'Ai. Au moment de la fin de la guerre contre les VIRM, Goro va bientôt être père.
Pilotes du Franxx Argentea (アルジェンティア, Arujentia)
Code:390 / Miku (ミク, Miku)
Voix japonaise : Nanami Yamashita (ja),, voix française : Ludivine Deworst
Une parasite peu mature à l'allure de petite fille qui se dispute souvent avec Zorome. Au moment de la fin de la guerre contre les VIRM, elle est devenue enseignante aux côtés de son partenaire.
Code:666 / Zorome (ゾロメ, Zorome)
Voix japonaise : Mutsumi Tamura,, voix française : Gregory Praet
Un parasite bruyant, désagréable et grossier. Son orgueil démesuré le conduit souvent à faire des erreurs de débutant. Il est très rancunier envers Hiro, mais bon camarade. Au moment de la fin de la guerre contre les VIRM, il est devenu enseignant, tout en conservant un caractère peu discipliné.
Pilotes du Franxx Genista (ジェニスタ, Jenisuta)
Code:556 / Kokoro (ココロ, Kokoro)
Voix japonaise : Saori Hayami,, voix française : Elisabeth Guinand
Une parasite à la fois douce et gentille, mais tristement lucide. Son amitié basique pour Futoshi la remplit de honte envers elle-même, puisqu'elle ne peut pas lui rendre l'affection qu'il lui porte. Dotée d'un instinct maternel certain, elle découvre par hasard un livre sur la maternité et souhaite alors tomber enceinte. Elle se tourne alors vers Mitsuru, avec qui elle entretient une relation amoureuse taboue, qui la contente et qui l'épouse dans une cérémonie interdite par l'APE ; ses souvenirs sont alors effacés. Cela n'empêche pas les anciens amants de reconstruire leur relation ainsi que leurs projets. Leur fille est baptisée Ai (愛, litt. « amour »), en référence à Hiro et Zero Two.
Code:214 / Futoshi (フトシ, Futoshi)
Voix japonaise : Hiroki Gotō (ja),, voix française : Jean-Paul Clerbois
Un parasite grassouillet et placide, amoureux de la nourriture et de Kokoro. Au moment de la fin de la guerre contre les VIRM, il est père de plusieurs enfants avec une femme anonyme et est devenu boulanger-pâtissier.
Pilotes du Franxx Chlorophytum (クロロフィッツ, Kurorofittsu)
Code:196 / Ikuno (イクノ, Ikuno)
Voix japonaise : Shizuka Ishigami (ja),, voix française : Sophie Pyronnet
Une parasite calme et perspicace, qui assume mal son homosexualité envers Ichigo. Lors du combat contre les VIRM, par l'activation d'une arme très puissante, elle se blesse et ses cheveux perdent leur teinte. Par la suite, elle se reconvertit en chercheuse biologiste, et Naomi devient son assistante. Au moment de la fin de la guerre contre les VIRM, son état de santé s'est beaucoup dégradé, et elle vit dans un lit d'hôpital.
Code:326 / Mitsuru (ミツル, Mitsuru)
Voix japonaise : Aoi Ichikawa (ja),, voix française : Maxym Anciaux
Un parasite calme mais oppressif. Il en veut également à Hiro d'une fureur glaciale, mais il est moins démonstratif que Zorome. Sa haine date d'une promesse non-tenue de Hiro, celle de piloter conjointement un Franxx. Il épouse secrètement Kokoro, avec qui il veut concevoir un enfant. Leur union est interrompue par l'APE, qui interdit toute relation de ce genre, et ses souvenirs seront également effacés. Mitsuru, hanté par ses remords, mais également mu par un désir d'avancer, finit par reconstruire avec Kokoro leur relation perdue. Leur fille est baptisée Ai (愛, litt. « amour »), en référence à Hiro et Zero Two.

### Autres parasites
Code:703 / Naomi (ナオミ, Naomi)
Voix japonaise : Ami Koshimizu, voix française : Audrey Devos
L'ancienne partenaire de Hiro qui a également été expulsée du programme. Plus personne ne la revit, bien qu'on prétendit qu'elle fut à l'hôpital.
Naomi est en fait plongée en stase dans une salle destinée au stockage des parasites relevés de leurs fonctions. Huit mois après le départ de Hiro, elle a été réveillée au même titre que les autres. Elle endosse le rôle d'assistante d'Ikuno dans ses recherches.
Code:081
Voix japonaise : Takanori Hoshino (ja)
L'ancien partenaire de Zero Two, tué lors d'une attaque de hurleur.
Code:090
Voix japonaise : Makoto Furukawa (en), voix française : Laurent Bonnet
Le chef d'équipe de la plantation 26. Il a perdu son ancien partenaire il y a deux ans à cause de l'imprévisibilité de Zero Two.

### APE
APE est l'organisation qui gouverne les plantations, les derniers bastions de l'humanité.
Nana (ナナ, Nana)
Voix japonaise : Marina Inoue,, voix française : Délphine Chauvier
Responsable des parasites du Quartier général stratégique d'APE. Elle dirige les parasites à Mistilteinn. Elle fait partie des officiers d'APE : ni enfant, ni adulte, et non sujet au vieillissement.
Après être revenue à un état émotionnellement instable (elle était un parasite dans sa jeunesse), elle est écartée, son code et sa fonction étant confiés à une autre. Le Dr Franxx a toutefois écrit, dans le message qui serait envoyé à Hachi après sa mort, qu'il voulait que lui et Nana soient ses successeurs. Elle devient après la guerre une sorte de nourrice éternelle pour tous les nouveaux enfants de la Terre.
Hachi (ハチ, Hachi)
Voix japonaise : Katsuyuki Konishi,, voix française : Franck Dacquin
Commandant des opérations de défense urbaine du Quartier général stratégique d'APE. Il supervise les parasites de l'escouade 13 dans la lutte contre les hurleurs. Il fait partie des officiers d'APE : ni enfant, ni adulte, et non sujet au vieillissement.
C'est aussi un des adultes les plus proches du Dr Franxx, étant l'un des deux auquel il a demandé de lui succéder. Il n'abandonne jamais Nana, malgré son renvoi pour incapacité à exercer sa fonction. Son absence d'émotions est source de remords, mais Nana pense après quelques années qu'il a bel et bien changé, malgré ce qu'il croit.
Dr Franxx (フランクス博士, Furankusu Hakase) / Werner Frank (ヴェルナー・フランク, Verunā Furanku)
Voix japonaise : Ken'yū Horiuchi,, voix française : Philippe Resimont
Scientifique de génie et cyborg hiérarchiquement haut placé. Il a développé la technologie des Franxx en se basant sur le fonctionnement des hurleurs. Il a également créé Zero Two, un être hybride en partie issu des gènes de la Princesse des Hurleurs, qui le fascine. Il a même essayé de devenir un hurleur en implantant plusieurs des cellules de cette dernière à l'intérieur de son bras bionique.
Il meurt écrasé par un débris à la fin de la première bataille contre les VIRM, lors de l'effondrement partiel de Gran Crevasse.
Les Sept Sages (七賢人, Shichikenjin)
Voix japonaise : Tesshō Genda (président / Papa), Nobuo Tobita (ja) (vice-président), Makoto Furukawa (en), Mitsuo Yokoi, Katsuyuki Konishi, voix française : Pierre Bodson (président / Papa)
Les Sept commandants suprêmes d'APE. Ils sont commandeurs de toute l'humanité, ainsi que les administrateurs des plantations et les commandants des parasites. Ils sont habillés de blanc et portent des masques et des noms de singes : Marmoset, Baboon, Gorilla, Lemur et Tarsier. Ils sont dirigés par un chef, qui se fait appeler « Papa » (パパ), ainsi que par un vice-président.
Karina Milsa (カリナ・ミルザ, Karina Miruza)
Voix japonaise : Yūko Kaida, voix française : Bernadette Mouzon
Une scientifique « spécialiste de la régénération des télomères » et la compagne du Dr Franxx. En 2030, ils ont permis à l'humanité d'accéder à un semblant d'immortalité grâce au carburant magma. Elle décède en 2042 lors du 13e test du prototype d'armes antihurleurs, aujourd'hui appelées « FranXX ».
Nouvelle Nana (新ナナ, Shin Nana)
Voix japonaise : Shizuka Itō
La nouvelle responsables des parasites nommée par Papa. Elle possède toutes les qualités que l'ancienne Nana a perdues, notamment l'impassibilité totale face à la condition des parasites et aux difficultés qu'ils affrontent. Lorsque l'accouchement de Kokoro se rapproche, elle finit par leur venir en aide, de façon à instituer un précédent médical en matière de reproduction sexuée pour les générations à venir.

### Nines
Les « Nines » (9's) sont les forces spéciales et de défense sous les ordres directs de l'APE et l'ancienne unité de Zero Two. Une de leurs caractéristiques est que chacun peut occuper le rôle du pistil ou de l'étamine.
Dans l'épisode 21, le docteur révèle que les Nines sont des clones de Zero Two mais qui, à la différence d'elle, sont totalement humains. Après la disparition de Papa, les Nines sont livrés à eux-mêmes. Après n'avoir rien mangé pendant quelques jours, et malgré leur faiblesse, ils décident de partir au combat avec les autres parasites.
9'α (ナインアルファ, Nain Arufa)
Voix japonaise : Sōma Saitō, voix française : Alexandre Crepet
Meneur des Nines. Froid et hautain, il se plaît à rappeler à son ancienne coéquipière Zero Two que quoi qu'elle fasse, elle ne sera jamais humaine. Il se dit fasciné par les parasites de l'escouade 13, et particulièrement par Ichigo.
Lorsque Papa révèle ses vraies intentions et que les autres membres d'APE s'évanouissent dans la nature, 9'α se retrouve seul et misérable, à l'instar de ses coéquipiers. Finalement confronté à l'âpreté de sa nouvelle condition, il décide de se sacrifier lors de la dernière bataille contre les VIRM.
9'β (ナインベータ, Nain Bēta)
Voix japonaise : Toshiki Masuda
Partenaire de 9'γ.
9'γ (ナインガンマ, Nain Ganma)
Voix japonaise : Takuya Eguchi
Partenaire de 9'β.
9'δ (ナインデルタ, Nain Deruta)
Voix japonaise : Ayane Sakura
Partenaire de 9'ε.
9'ε (ナインイプシロン, Nain Ipushiron)
Voix japonaise : Atsushi Tamaru (ja)
Partenaire de 9'δ.
9'ζ (ナインゼータ, Nain Zēta) / 9'η (ナインエータ, Nain Ēta) / 9'θ (ナインゼータ, Nain Tēta)
Ce sont des parasites qui donnent l'impression d'être des triplées à cause leur apparence identiques, avec leur masque et leurs longs cheveux argentés. Elles sont respectivement les partenaires de 9'α, de 9'β et de 9'γ.

### Autres
La Femme (オトナ 女性, Otona Josei)
Voix japonaise : Kikuko Inoue
Une habitante de la plantation 13, qui recueille Zorome après qu'il s'est perdu (épisode 10).
Code001 / Princesse des Hurleurs (叫竜の姫, Kyōryū no Hime)
Voix japonaise : Rie Kugimiya, voix française : Claire Tefnin
C'est une hurleur humanoïde d'allure enfantine, à la peau bleue (elle est en réalité la dernière des protohurleurs). Elle nourrit un profond mépris pour les humains et n'hésite pas à envoyer son armée de hurleurs attaquer leurs plantations. Lorsqu'elle apparaît pour la première fois, elle refuse de se rendre face à eux et tue les deux sages envoyés par APE. Elle est également celle qui, quelques années auparavant, a arraché le bras gauche du Dr Franxx. Tard dans la série, elle révèle que son véritable ennemi est la civilisation VIRM, qui a tenté d'envahir la Terre des millénaires auparavant. Lors de la bataille contre les VIRM, elle a proposé à Zero Two de venir combattre avec l'armée des hurleurs, proposition qu'elle a acceptée. On ne la revoit plus par la suite.
Ai (愛, Ai)
La fille de Kokoro et Mitsuru, née huit mois après le départ de Hiro. Elle possède un tempérament gentil et enjoué. Son prénom est un mot (amour en japonais) que Mitsuru et Kokoro ont trouvé dans les anciens livres des humains, et qui est ici employé en référence à Hiro et Zero Two.

## Analyse
L'œuvre est clairement un hymne à l'écologie, à la paix et à la prospérité que seul le respect des forces naturelles brutes (les hurleurs) peut apporter aux humains. C'est également un symbole qui revalorise l'espèce humaine se fondant dans la nature tout en gardant le meilleur d'elle même (Hiro qui se fond en Zero Two, tous deux interdépendants). Le couple des héros qui ne peuvent voler qu'ensemble, c'est la métaphore d'une humanité qui court à sa perte si elle se sait pas s'allier aux mystères de la vie terrestre. Darling in the Franxx est en effet une critique de l'absurdité de la société technologique actuelle qui n'a de vue que celle à court terme, ne se préoccupant pas du bonheur de ses éléments et recherchant sans cesse l'efficacité, voire la complexité abusive. C'est également une œuvre fière des qualités qui font les Hommes : abnégation, détermination, raison, compassion et passion. Toutes ces émotions sont symbolisées par le couple principal, qui les réunit et les partage à tous ceux qui désirent prendre exemple.
On marque aussi une certaine évolution : d'homme rabougri et simple, à peine optimiste sur son avenir, Hiro est sublimé par sa rencontre avec la sauvage et attirante Zero Two, qui lui ouvre de nouvelles clés d'évolution. C'est une révolution à tous les niveaux : politique d'abord, car une des principales caractéristiques du couple est de remettre en cause l'ordre établi, mais aussi sentimentale, car elle permet de redonner une existence aux entités humains disparues : les émotions, qui gardent prisonniers les hommes mais leur donnent la possibilité de choisir leur destin.
On voit aussi l'impact du transhumanisme, très présent dans l'œuvre, qui est présenté tantôt de façon négative, tantôt de façon positive selon son usage et son créateur (les Franxx, les cités autonomes, le cadre de science-fiction…).
Darling in the Franxx parie beaucoup sur la révélation, une révélation livrée aux peuples par la plus simple des évidence : l'amour, le plus grand, sous toutes ses formes. Il est plus romantique et poétique chez Hiro et Zero Two, mais devient rapidement sexuel et créateur de vie chez Kokoro et Mitsuru. D'où la thématique majeure de la parentalité, celle de guides bienveillants et éternels, qui est en soi une interprétation un peu niaise et enfantine de la famille, incarnée par les immortels Nana et Hashi. Papa, leader de l'APE, est ironiquement un exemple de mauvais père : il tente de conformer à son idéal dogmatique des foules qui ne demandent qu'à s'élever.
La candeur de l'enfance est également fortement représentée. D'une adolescence difficile à un âge adulte constitué sur le tas, c'est une évolution lente, ardue mais réussie que les Hommes, s'ils le veulent avec cette force d'apprentissage qui est la leur, peuvent aisément choisir d'appliquer. Les promesses naïves du couple principales se trouvent exaucée par la magie de leur passion, donnant foi en cette tendresse effacée du monde ancien, mais resplendissante dans le monde nouveau, qui d'ailleurs en provient.
La conclusion évidente à laquelle on peut penser est que l'amour est une loi immuable, éternelle, évolutive et naturelle, s'adaptant à tout et revenant toujours là où on le supprime. Il est fécond, universel, porteur d'espoir et d'humanité, et même s'il fait souffrir, il est indispensable à la bonne marche du monde ; sa puissance est sans égale, quasi-alchimique, il est le seul concept qui mérite qu'on le serve car il est bon ; c'est une ode au plaisir et à l'essence de ce qui fait le vrai. Seul l'amour peut changer un monstre en humain et un humain en monstre. L'amour a tout simplement sauvé le monde de sa chute dans la barbarie doctrinaire.

## Anime

Logo de la version anglophone de lanime.

En juillet 2017, lors de l'Anime Expo, le studio Trigger révèle trois nouvelles œuvres en production, dont l'une est co-produite avec A-1 Pictures et intitulée DARLING in the FRANXX. La série télévisée d'animation est réalisée par Atsushi Nishigori, avec Toshifumi Akai pour assistant réalisateur, Atsushi Nishigori et Naotaka Hayashi chargés de la composition de la série, Masayoshi Tanaka en tant que character designer, Shigeto Koyama en tant que designer mécanique, Hiroyuki Imaishi pour l'animation et Asami Tachibana pour la musique,. Composée de 24 épisodes, celle-ci est diffusée pour la première fois au Japon sur Tokyo MX, GYT, GTV et BS11 entre le 13 janvier et le 7 juillet 2018, et un peu plus tard sur ABC, Mētele, HOME, BSS, BBC et AT-X,.
Crunchyroll détient les droits de diffusion en streaming de l'anime dans le monde entier, excepté en Chine et au Japon. Funimation, grâce à un partenariat avec Crunchyroll, en diffuse la version anglaise. Une version doublée en français de la série est également disponible sur Crunchyroll en streaming depuis le 17 juillet 2019. @Anime a sorti une intégrale de la série en Blu-ray/DVD le 13 mai 2020.

### Liste des épisodes
| No | Titre français                                 | Titre japonais                                   | Titre japonais                             | Date de 1re diffusion |
| No | Titre français                                 | Kanji                                            | Rōmaji                                     | Date de 1re diffusion |
| --- | ---------------------------------------------- | ------------------------------------------------ | ------------------------------------------ | --------------------- |
| 1 | Seule et solitaire                             | 独りとヒトリ                                     | Hitori to Hitori                           | 13 janvier 2018       |
| Hiro est seul dans la Cage, ses amis étant partis à leur cérémonie de promotion. Il fait la rencontre de Code:002, une parasite hybride qui a faussé compagnie à ses supérieurs. Elle apprécie que Hiro ne soit pas effrayé par ses cornes, et les deux parasites sympathisent. Puis un hurleur attaque la plantation. Le Franxx Strelizia s'engage dans la bataille, mais le partenaire de Zero Two meurt. Hiro devient alors son copilote et son nouveau darling. |                                                |                                                  |                                            |                       |
| 2 | Être connectés                                 | 繋がるということ                                 | Tsunagaru to Iu Koto                       | 20 janvier 2018       |
| Hiro n'a aucun souvenir de ce qu'il s'est passé dans le cockpit de Strelizia. En outre, le reste de l'équipe n'est pas sans connaître la réputation de Zero Two. Le conseil d'APE soumet Hiro à un combat-test, mais il lui est interdit de piloter avec Zero Two. Hiro doit piloter le Franxx Delphinium avec son amie d'enfance, Ichigo. Malheureusement, lors du combat, ils n'arrivent pas à rester synchronisés. |                                                |                                                  |                                            |                       |
| 3 | Poupées de guerre                              | 戦う人形                                         | Tatakau Ningyō                             | 27 janvier 2018       |
| Les coéquipiers de Hiro sont assignés à leur première mission. Ils doivent neutraliser plusieurs hurleurs qui ont infesté une mine de la plantation. Mitsuru et Ikuno échouent à se synchroniser, et ils remontent à la surface. Alors que l'équipe perd le contrôle de la situation, Zero Two arrive à faire autoriser l'intervention de Strelizia, mais elle est forcée de le piloter avec Mitsuru. La mission est finalement menée à bien, mais Mitsuru ne s'en sort pas sans séquelles. |                                                |                                                  |                                            |                       |
| 4 | Flap flap                                      | フラップ・フラップ                               | Furappu Furappu                            | 3 février 2018        |
| Papa décide de renvoyer Zero Two sur les premières lignes. Pendant ce temps, une mission des parasites de l'escouade 13 tourne mal. Hiro réussit à persuader Zero Two de rester, et après avoir repris le contrôle de Strelizia, qui était prêt à être transporté hors de la plantation, ils arrivent à sauver les autres. Hiro prend la décision de continuer à piloter avec Zero Two, quoi qu'il lui en coûte. |                                                |                                                  |                                            |                       |
| 5 | Tes épines, mon emblème                        | キミの棘、ボクのしるし                           | Kimi no Toge, Boku no Shirushi             | 10 février 2018       |
| Plantation 13 et Plantation 26 sont désormais côte-à-côte, prêtes à effectuer un transfert de magma (kissing). Les escouade de parasites des deux plantations sont mobilisées pour protéger la procédure des hurleurs. Hiro est autorisé à piloter avec Zero Two de façon temporaire, bien que cela l'ait rendu malade (il présente notamment une tuméfaction bleuâtre sur le torse). Goro l'apprend, mais Hiro le contraint à garder le silence. Cela ne change rien au fait que lui et Ichigo sont très inquiets de le voir piloter à nouveau avec Zero Two. |                                                |                                                  |                                            |                       |
| 6 | Darling in the FranXX                          | ダーリン・イン・ザ・フランクス                   | Dārin In Za Furankusu                      | 17 février 2018       |
| Une horde de hurleurs attaque les plantations, et les deux escouades coopèrent pour contrer l'offensive. Hiro est de plus en plus malade, mais il ne renonce pas. Alors que Strelizia donne ce qu'il croit être le coup de grâce, l'énorme hurleur métamorphe effectue une parade. Hiro s'effondre de fatigue, laissant Zero Two se mutiler en essayant de continuer toute seule. Hiro parvient cependant à guérir de son mal, et ayant repris les commandes, il aide Zero Two à venir à bout de l'ennemi. |                                                |                                                  |                                            |                       |
| 7 | Trêve sous les étoiles filantes                | 流星モラトリアム                                 | Ryūsei Moratoriamu                         | 24 février 2018       |
| L'escouade est relevée de ses fonctions et a droit à des vacances à la mer. Zero Two l'a désormais officiellement rejointe. Les enfants jouent sur la plage, visitent un village humain abandonné, campent au clair de lune… et alors que certains peinent à trouver le sommeil, Ichigo tente de se rapprocher de Hiro, en vain. |                                                |                                                  |                                            |                       |
| 8 | Garçons × Filles                               | 男の子×女の子                                    | Otokonoko × On'nanoko                      | 3 mars 2018           |
| Pendant une mission, des sécrétions acides de hurleur infiltrent le cockpit des Franxx et dissolvent les uniformes des pistils. Les étamines profitent de la situation pour se rincer l'œil, ce qui provoque une dispute. Les filles décident de couper la maison en deux, interdisant aux garçons de fréquenter les mêmes salles qu'elles. Ces résolutions tiennent un certain temps, mais les réprimandes de Nana et la découverte des quartiers de l'ancienne équipe de parasites convainc les enfants de mettre un terme aux hostilités. |                                                |                                                  |                                            |                       |
| 9 | Bombe triangulaire                             | トライアングル・ボム                             | Toraianguru Bomu                           | 10 mars 2018          |
| L'escouade 13 doit à nouveau combattre un gigantesque hurleur. Delphinium parvient à sauver Argentea, mais il se retrouve piégé. Dans la panique, Goro éjecte Ichigo. L'équipe se retire, le laissant sur place. De retour à la base, Ichigo est furieuse qu'on l'ait écartée et s'inquiète pour Goro. En colère, elle jure de le sauver. Plus tard, peu avant que Goro ne déclenche le dispositif d'auto-destruction du Franxx, elle parvient à entrer dans le cockpit. Ils s'enfuient ensemble, laissant la charge explosive du Dephinium dans le corps du monstre. |                                                |                                                  |                                            |                       |
| 10 | La Ville éternelle                             | 永遠の街                                         | Eien no Machi                              | 17 mars 2018          |
| Les enfants de l'escouade sont récompensés par APE au cours d'une cérémonie très succincte. Zorome se sépare du groupe et vagabonde dans la ville que Zero Two dit « sans vie », mais qui le fascine. Après avoir été surpris par un des rares habitants, il chute d'un immeuble. Cet habitant le recueille : il s'agit d'une femme âgée et fragile, vivant avec un partenaire masculin avec lequel elle n'interagit jamais. Zorome a l'impression qu'elle lui est familière, mais leur rencontre ne mène à rien. Il finit par l'oublier. |                                                |                                                  |                                            |                       |
| 11 | Changement de partenaire                       | パートナーシャッフル                             | Pātonā Shaffuru                            | 24 mars 2018          |
| Mitsuru a des problèmes de santé. Ses amis reviennent sur l'injection d'élixir qu'il avait eue enfant pour remédier à sa faiblesse. C'est une procédure dangereuse, et au cas où elle aurait réussit, Hiro avait promis de réaliser le souhait de Mitsuru : piloter avec lui. Mitsuru y survit, mais Hiro n'admet pas avoir fait de promesse (il n'en a pas le souvenir). Dans le présent, Kokoro rompt également une promesse, qu'elle avait faite à Futoshi. À l'occasion du changement de partenaires, en dépit de ses approches, elle choisit de piloter avec Mitsuru. Futoshi et Mitsuru choisissent toutefois de pardonner les torts qui leur ont été faits. |                                                |                                                  |                                            |                       |
| 12 | Le jardin où tout a commencé                   | ガーデン/始まりの庭                              | Gāden / Hajimari no Niwa                   | 31 mars 2018          |
| Nana emmène les enfants de l'escouade au Jardin, l'endroit où sont formés les parasites, et où ils sont soumis à des tests. Ils y rencontrent les Nines, l'ancienne escouade de Zero Two. 9'α s'étonne de voir Zero Two intégrée dans un groupe, et il avertit Ichigo du danger que court Hiro. Zero Two s'hurlifie rapidement (tout comme Hiro), et devient de plus en plus agressive. Elle est complètement obnubilée : il faut qu'elle tue un maximum de Hurleurs pour devenir humaine. Zero Two se retourne contre Hiro, et affirme qu'elle s'en est servie pour arriver à ses fins : utiliser son énergie pour devenir, à terme, humaine. Pendant une bataille, où Hiro tente de maîtriser sa rage, elle l'attaque, et Hiro est plongé dans une vision de son passé. |                                                |                                                  |                                            |                       |
| 13 | La Bête et le Prince                           | まものと王子様                                   | Mamono to Ōji-sama                         | 7 avril 2018          |
| Hiro et Zero Two sont connectés par leurs souvenirs. Hiro voit l'enfance misérable et recluse de Zero Two, ce qu'APE lui a fait endurer… et ce qu'il a lui-même fait pour elle. Il se souvient en effet qu'une parasite cornue et à la peau rouge sang avait été traînée au laboratoire pour y passer des « tests », et qu'il l'avait libérée. Il lui avait donné un nom, et sous un arbre à gui, Code:002 lui avait montré son livre d'images, intitulé La Bête et le Prince (dont l'histoire fait écho à sa propre vie). Comme les personnages du livre, Hiro et Zero Two allaient être séparés par le sort. Hiro, qui était de toute façon devenu un poids pour les adultes, du fait de sa curiosité, a eu ses souvenirs effacés. Revenu dans le présent, il révèle à Zero Two qu'il l'a reconnue. |                                                |                                                  |                                            |                       |
| 14 | Péché et déclaration                           | 罪と告白                                         | Tsumi to Kokuhaku                          | 14 avril 2018         |
| La dernière bataille aggrave considérablement l'état de santé Hiro, qui est contraint de se reposer pendant de longs jours. Furieuse, Ichigo prend Zero Two à parti, la mettant face à ses mensonges et ses manipulations. Toutes les autres sont d'accord pour interdire à Zero Two de revoir Hiro. Elle est même expulsée de l'escouade et forcée de rejoindre les Nines. Plus les événements se succèdent, plus elle devient agressive. L'escouade finit par accepter de la laisser parler à Hiro sous caution de leur présence. Hiro ayant réussi à fuir sa chambre, Zero Two folle de rage s'en prend violemment aux parasites. En constatant les dégâts provoqués par sa coéquipière, Hiro la rejette. Elle se braque et quittera l'escouade sans dire un mot. Hiro est dévasté par la tournure des événements. Ichigo lui confesse son amour. |                                                |                                                  |                                            |                       |
| 15 | Pihis                                          | 比翼の鳥                                         | Hiyoku no Tori                             | 21 avril 2018         |
| Plusieurs escouades mènent une attaque conjointe contre un gigantesque dôme ceint de murs noirs, abritant une armée de hurleurs. L'offensive est suivie de près par le conseil d'APE, qui souhaite conquérir ce site une bonne fois pour toutes, quitte à sacrifier une escouade, voire une plantation. Zero Two pilote Strelizia seule, bestiale. Hiro cherche à reprendre le contrôle de la situation. À bord d'un module d'entraînement, il tente de rejoindre son amie. Sur ordre de Goro, Ichigo lui vient en aide. Lorsque Hiro atteint finalement Zero Two, ils se parlent et se réconcilient. Ils abattent le dôme de protection, et la bataille semble se terminer. Une gigantesque main noire récupère un amas de cœurs de hurleurs qui menaçait d'exploser, détruisant au passage une grande partie de la plantation restante ainsi que plusieurs Franxx. |                                                |                                                  |                                            |                       |
| SP | Dans les coulisses de Darling in the FranXX    | ダーリン・イン・ザ・フランキス プレイバック特番  | Dārin In Za Furankisu Pureibakku Tokuban   | 28 avril 2018         |
| Il s'agit d'un épisode spécial narré par Katsuyuki Konishi qui comporte les impressions des seiyū des personnages principaux de la série sur les quinze premiers épisodes, une interview du mangaka Kentarō Yabuki sur la réalisation du manga, et une conclusion avec quelques mots du réalisateur Atsushi Nishigori,. |                                                |                                                  |                                            |                       |
| 16 | Notre quotidien                                | ぼくたちの日々                                   | Bokutachi no Hibi                          | 5 mai 2018            |
| Les parasites ont réinvesti Mistilteinn, la seule partie restante de l'ancienne plantation. Ils sont livrés à eux-mêmes, forcés d'économiser leurs ressources. Seule la nourriture leur est fournie chaque semaine. Le Dr Franxx profite de cette situation pour observer les comportements des adolescents, interdisant à leurs supérieurs Nana et Hachi toute prise de contact. Las de consommer toujours la même nourriture, les parasites finissent par pêcher et cuisiner eux-mêmes. Peu à peu, alors qu'ils s'amusent et discutent ensemble, et qu'ils prennent conscience de leur abandon par leurs supérieurs, ils réalisent que leur vie ne se résume peut-être pas à piloter pour les adultes. |                                                |                                                  |                                            |                       |
| 17 | Eden                                           | 楽園                                             | Rakuen                                     | 12 mai 2018           |
| Après quelque temps, les Nines rendent visite à l'escouade 13, qui apprend être la seule à avoir été isolée. Les parasites ont développé leur propre mode de vie et leurs propres réflexions. Kokoro a été longtemps travaillée par l'idée d'avoir un bébé, et elle finit par manifester son envie à Mitsuru, qui est d'abord pris de court (par la suite, il réalise être tombé amoureux d'elle). La situation se tend lorsque les Nines découvrent le livre que Kokoro cachait. La reproduction humaine et le simple fait d'en parler ont été interdits par Papa. Les différences sexuelles des humains ne sont conservées que pour contrôler les Franxx. Lorsque Nana interroge Kokoro, elle est prise d'une rechute émotionnelle, ce qui la rend inapte à exercer sa fonction. Alors que les Nines s'apprêtent à révéler à Papa les résultats surprenants de l'expérience, la Princesse des Hurleurs refuse de se rendre aux « aspirants » humains et la guerre s'envenime. Quant aux parasites de l'escouade, ils ont appris qu'ils étaient capables de construire leur futur. |                                                |                                                  |                                            |                       |
| 18 | Quand fleurissent les cerisiers                | 桜の花が咲く頃に                                 | Sakura no Hanagasaku-goro ni               | 19 mai 2018           |
| Hachi informe Ichigo que l'escouade déménagera sous peu vers un camp de parasites. Afin de finir cette partie de leur vie sur une bonne note, les adolescents décident d'organiser le mariage de Kokoro et Mitsuru. Ils s'affairent à fabriquer tout ce qu'il faut, la robe de mariée avec des rideaux, les alliances avec du fil de fer… Futoshi se propose pour jouer le rôle de l'officiant. Parallèlement, Ikuno déclare ses sentiments à Ichigo, qui les comprend, mais ne les renvoie pas. Zero Two, elle, est hantée par son passé, et voit en cauchemar la vengeance de ses anciens coéquipiers et de l'immense main de hurleur. Pendant le mariage, les Nines mènent une opération pour capturer les deux futurs mariés, que Papa considère comme dangereux. Hachi observe l'intervention sans aucune réaction. Plus tard, il se remémore la mort du coéquipier de Nana, lorsqu'ils étaient encore pilotes, et regrette de rester impassible et d'être incapable de réconforter les parasites. Les membres d'APE discutent de l'agression de la Princesse des Hurleurs et de la façon de parvenir à leur objectif de « se libérer de leur coquille ». On efface une partie des souvenirs de Kokoro et Mitsuru, et Hiro est révolté à l'idée que ces actes iniques puissent commander leur destinée. |                                                |                                                  |                                            |                       |
| 19 | Inhumanités                                    | 人ならざるモノたち                               | Hito Narazaru Mono-tachi                   | 26 mai 2018           |
| En 2025, APE, le groupe de scientifiques masqués qui a offert à l'humanité le carburant magma, engage l'obscur généticien Werner Frank pour étudier les possibilités de ses applications sur la vie humaine. Il semblerait que le magma puisse aider les hommes à atteindre l'immortalité. En cinq ans, l'immortalité est en effet atteinte, mais les fonctions reproductives humaines sont perdues sur le chemin. La société se développe rapidement et inégalement. L'extraction du magma est à l'origine d'une importante désertification, qu'APE contourne grâce aux plantations. Dès 2037, les hurleurs apparaissent. Les villes traditionnelles sont abandonnées. En 2042 commencent les tests sur les premiers prototypes de Franxx, qui coûtent notamment la vie à la compagne et collègue chercheuse de Werner, Karina Milsa. De nombreuses vies sont sacrifiées, ce qui amène Werner à développer les parasites. Les adultes finissent par oublier l'existence des hurleurs, et le Dr Franxx finit par s'ennuyer. Lorsqu'il rencontre la Princesse des Hurleurs celle-ci lui arrache un bras par vengeance. Il y trouve toutefois une nouvelle raison de vivre : il la décrit comme la plus belle forme de vie, et entreprend de la cloner. De retour dans le présent, le Dr Franxx découvre la mesure répressive prise par les Sept Sages. Il craint une révolte des parasites. Hiro requiert des Sages qu'ils restaurent les souvenirs volés, mais ils refusent. Zorome leur demande quand est-ce qu'ils pourront devenir humains, mais leur silence lui fait comprendre que le combat contre les hurleurs est leur seule raison de vivre. L'escouade est accablée, et Hiro réclame qu'APE les libère au terme de la prochaine mission. Le Dr Franxx, circonspect, observe les parasites tenter de se libérer de leurs chaînes, avec à l'esprit ses actes passés. |                                                |                                                  |                                            |                       |
| SP2 | Dans les coulisses de Darling in the FranXX II | ダーリン・イン・ザ・フランキス プレイバック特番Ⅱ | Dārin In Za Furankisu Pureibakku Tokuban Ⅱ | 2 juin 2018           |
| Il s'agit également d'un épisode spécial narré par Katsuyuki Konishi faisant une rétrospective de la série qui comporte les impressions des seiyū des personnages principaux de la série et des interviews de quelques membres du staff dont le réalisateur Atsushi Nishigori,. |                                                |                                                  |                                            |                       |
| 20 | Nouveau monde                                  | 新しい世界                                       | Atarashii Sekai                            | 9 juin 2018           |
| APE se prépare à l'ultime bataille contre les hurleurs. Strelizia doit se connecter à l'arme Star Entity, présente dans le sous-sol de Gran Crevasse. L'escouade 13 et les Nines ont pour tâche de la protéger des hurleurs. Cependant, un hurleur dirigé par la Princesse arrive à pénétrer dans Gran Crevasse, et celle-ci prend le contrôle de Strelizia après s'être débarrassée de Zero Two, qu'elle qualifie de « copie ». Le Dr Franxx révèle alors la vraie nature des hurleurs : ce sont des armes organiques pilotées par deux protohurleurs de sexe opposé, qui ont perdu leur intelligence et leurs fonctions reproductives au cours d'une lente évolution. Les Franxx sont conçus sur le même modèle. Il dévoile également que l'énergie magma est une autre forme que l'ancêtre commun a prise. Alors que la Princesse utilise Strelizia Apath (ストレリチア・アパス), la forme finale de Strelizia, pour réveiller plusieurs hurleurs lance-missiles, la planète est prise pour cible par des « envahisseurs » — ceux qu'elle décrit comme leurs véritables ennemis. APE est en fait au service de VIRM, une organisation extraterrestre cherchant à éradiquer Star Entity, qu'ils jugent être une menace pour la paix dans l'univers. Mis face à l'impossibilité de s'emparer de l'arme, les Sept Sages décident de la détruire en même temps que la Terre, et d'absorber toutes ses formes de vie par la même occasion. |                                                |                                                  |                                            |                       |
| 21 | Pour toi que j'aime                            | 大好きなあなたのために                           | Daisukina Anata no Tame ni                 | 16 juin 2018          |
| APE a saboté Star Entity pour qu'elle explose quand la Princesse des Hurleurs serait à son bord. Au cas où cette explosion se produirait, elle annihilerait toute la planète. Alors que la Princesse a fini par abandonner la lutte et reconnaître sa défaite, Hiro continue à se battre (« plus jamais vivre pour se battre, mais se battre pour vivre »). Il refuse de perdre ce qu'il a finalement découvert après ses années passées dans le flou. Le Dr Franxx n'a pas beaucoup d'espoir et reconnaît s'être fait tromper. Il dit néanmoins la vérité à Zero Two et l'encourage à rejoindre Hiro (ce qu'elle lui avait promis). Alors que les Nines continuent à combattre avec hargne en attendant des ordres de Papa qui n'arriveront jamais, l'escouade 13 fait défection, préférant se concentrer sur Star Entity. Ils aident Zero Two à accéder à la porte et neutralisent plusieurs combattants VIRM. Le hurleur de la Princesse permet à Zero Two de le piloter et se sacrifie dans le but de lui faire atteindre le cœur du dispositif. Tout espoir semble perdu lorsque Zero Two pénètre dans le cockpit de Strelizia. Elle trouve Hiro inconscient, et cherche à le réveiller par un baiser. Elle se met à partager la charge du piège VIRM avec Hiro et la Princesse. Celle-ci, émue de voir que l'union dont font preuve les humains est une stratégie possiblement plus puissante que l'isolement adopté par son espèce, choisit de reprendre le combat. Hiro finit par revenir à lui, et il reprend les commandes de Strelizia Apath avec Zero Two. La fin du monde est annulée pour le moment, et les VIRM se retirent à bord de Hringhorni en l'absence d'une meilleure option, avertissant toutefois les humains que leur répit ne serait que temporaire. Le combat est fini et Hiro parle à Zero Two, mais celle-ci ne répond pas. Son visage est comme paralysé et on voit ses cornes se briser et tomber. |                                                |                                                  |                                            |                       |
| 22 | La Tête dans les étoiles                       | スターゲイザー                                   | Sutāgeizā                                  | 23 juin 2018          |
| La planète connaît une paix relative, mais des vaisseaux hurleurs décollent parfois pour l'espace. Les parasites essaient tant bien que mal de survivre, mais les obstacles qu'ils rencontrent sont nombreux. La terre a été rendue stérile par l'exploitation de l'énergie magma, les systèmes de purification d'eau et de production d'électricité fonctionnent mal… Par ailleurs, les adultes restants ne se préoccupent pas de la situation. Kokoro se révèle être enceinte, et Mitsuru fait face à une intense remise en question. Zero Two demeure apathique, et Hiro la retrouve régulièrement mutilée. Hachi amène Nana au Nid, sur ordre post mortem du Dr Franxx, qui les a désignés comme ses successeurs à la tête des enfants. Nana ressent toujours beaucoup d'émotions et elle se sent inapte. Idem pour les Nines, qui en l'absence de Papa, se retrouvent dans une situation physique et morale difficile. Lorsqu'Hiro comprend que Zero Two a forcé sa conscience dans Strelizia, et qu'elle est actuellement en train de combattre avec les troupes de hurleurs dans l'espace, il décide d'aller la chercher. Au départ, il s'attire les foudres de Goro. Le moral du groupe est en effet très atteint, et la défection d'Hiro ne passe pas du tout. Une nuit passe. Après réflexion, Goro, Ichigo et les autres (dont les Nines) décident de prendre le large eux aussi, non pas seulement pour aider leur ami, mais aussi pour avoir un impact concret et durable sur l'avenir de l'espèce humaine. |                                                |                                                  |                                            |                       |
| 23 | Darling in the FranXX                          | ダーリン・イン・ザ・フランキス                   | Dārin In Za Furankisu                      | 30 juin 2018          |
| L'escouade 13 et les Nines font leurs premiers pas dans l'espace. Hiro et 9'α forment un couple temporaire pour la dernière bataille, étant aussi compatibles entre eux que Hiro avec Zero Two. Nana et Hachi sont à bord du vaisseau-mère des hurleurs, qui semble avoir été mis à leur disposition, bien qu'ils ne puissent pas le contrôler. Les vaisseaux convergent vers Strelitzia Apath, stationné près de l'orbite de Mars. Hiro et son partenaire arrivent à franchir le blocus des VIRM autour de Strelitzia, et 9'α se sacrifie, à la fois pour la réussite de la bataille et parce qu'il ne voit aucun autre but à sa vie. Sur Terre, Kokoro essaie de protéger Zero Two, qui semble en difficulté, et pour cause. Lorsqu'Hiro entre dans le cockpit, son ancienne coéquipière le rejette : elle refuse de voir Hiro se transformer en un monstre semblable à elle, quitte à devoir vivre sans lui. Kokoro et Mitsuru sont tous deux détruits depuis qu'on leur a volé leurs souvenirs, et Mitsuru arrive finalement à convaincre Kokoro de reconstruire leur relation perdue. De même, avec à l'esprit la construction d'un avenir commun, Hiro insiste pour que Zero Two change d'avis et qu'ils soient unis à nouveau. Elle finit par accepter, et Strelitzia se métamorphose une nouvelle fois, adoptant les traits de Zero Two. Encore plus puissant qu'avant, Strelitzia Apath décime les troupes ennemies. Une fois la voie libérée, un antique portail conçu par les hurleurs s'ouvre entre Phobos et Deimos. Il est temps pour Strelitzia de le franchir et de mettre un terme au conflit, en anéantissant les VIRM à l'aide de la bombe intégrée au vaisseau-mère. Cette mission, que seul ce Franxx peut accomplir, semble toutefois sans retour. |                                                |                                                  |                                            |                       |
| 24 | Ne me lâche pas                                | わたしを離さないで                               | Watashi o Hanasanaide                      | 7 juillet 2018        |
| Zero Two et Hiro continuent leur périple vers la planète natale des VIRM. Sur Terre, près de 8 mois après leur départ, Kokoro donne naissance à une petite fille, baptisée Ai (愛, litt. « amour »). Goro décide de parcourir le monde pour découvrir de nouvelles sources d'énergie. Ikuno devient chercheuse. Les enfants plongés en stase dans les entrepôts d'APE, dont Naomi, sont réveillés. Deux ans après le franchissement du portail, Hiro montre des signes de faiblesse. Alors que Strelitzia True Apath atteint finalement sa destination, les VIRM font perdre connaissance à Hiro, profitant de son incompatibilité physique avec sa partenaire. Zero Two est empalée avec Hringhorni. Par chance, Ai entend le mot darling alors qu'elle joue à proximité du corps statufié de Zero Two. Mitsuru, Kokoro, leurs amis et d'autres humains se réunissent autour d'elle pour lui parler. Ces paroles atteignent finalement Hiro, qui se réveille et fait le dernier pas dans sa relation avec Zero Two, le faisant passer de façon irréversible du côté des hurleurs. La bataille touche à sa fin. Strelitzia True Apath est maîtrisé par les VIRM, mais Hiro et Zero Two parviennent à en extirper Strelitzia, et ils parviennent à activer la bombe du vaisseau-mère. Le repaire des VIRM est annihilé dans l'explosion, mais le président et le vice-président survivent, déclarant qu'ils subsisteront tant qu'il y aura de la vie dans l'univers. Zero Two et Hiro sont réduits à deux âmes, mais deux âmes unies. On retrouve la Terre huit ans après. Les hurleurs sont revenus et sont retournés dans les profondeurs, offrant la planète aux humains. Ceux-ci se sont développés, abandonnant l'énergie magma et les anciennes technologies au profit d'un mode de vie sain et sûr. Les ex-parasites de l'escouade 13 se sont tous reconvertis : Zorome et Miku sont devenus enseignants, Futoshi est devenu boulanger-pâtissier… Ichigo est enceinte d'un enfant conçu avec Goro, qui a mis ses expéditions en pause. Futoshi va également être père. Tous regrettent l'absence de Zero Two et Hiro, qui leur ont montré la voie vers une existence et un monde meilleur, mais qui étaient d'abord et avant tout des amis. Ils s'assurent de faire perdurer leur héritage, d'abord par des actes concrets, puis par l'entretien de leur mémoire. Le livre d'images cher à Zero Two est notamment complété pour que les enfants puissent connaître leur histoire. Quelques décennies passent. On voit deux sphères lumineuses, symbolisant Hiro et Zero Two, arriver depuis l'espace vers le cerisier se dressant près de l'ancien Nid. En dessous, un petit garçon semblable à Hiro lit le livre d'images. Il fait par hasard la rencontre d'une fillette semblable à Zero Two et « une nouvelle histoire commence ». |                                                |                                                  |                                            |                       |

### Musiques
La chanson de l'opening, intitulée Kiss of Death en français : « Baiser de la mort », est produite par Hyde et interprétée par Mika Nakashima,, tandis que les endings sont interprétés par XX:me (キス・ミー, Kisu mī, litt. « Embrasse moi »), un groupe provisoire formé par les doubleurs japonais de la série — Zero Two, Ichigo, Miku, Kokoro et Ikuno,.
| Début                       | Début         | Début          | Fin       | Fin                               | Fin     |
| Épisodes                    | Titre         | Artiste(s)     | Épisodes  | Titre                             | Artiste |
| --------------------------- | ------------- | -------------- | --------- | --------------------------------- | ------- |
| 2 - 5 7 - 12 14 - 20 22 -23 | Kiss of Death | Mika Nakashima | 1 - 6     | Torikago (トリカゴ)               | XX:me   |
| 2 - 5 7 - 12 14 - 20 22 -23 | Kiss of Death | Mika Nakashima | 7         | Manatsu no Setsuna (真夏のセツナ) | XX:me   |
| 2 - 5 7 - 12 14 - 20 22 -23 | Kiss of Death | Mika Nakashima | 8 - 12 14 | Beautiful World                   | XX:me   |
| 2 - 5 7 - 12 14 - 20 22 -23 | Kiss of Death | Mika Nakashima | 13        | Hitori (ひとり)                   | XX:me   |
| 2 - 5 7 - 12 14 - 20 22 -23 | Kiss of Death | Mika Nakashima | 16 - 20   | Escape                            | XX:me   |
| 2 - 5 7 - 12 14 - 20 22 -23 | Kiss of Death | Mika Nakashima | 21 - 23   | Darling (ダーリン, Dārin)         | XX:me   |

Bande originale
La bande originale de la série est composée par Asami Tachibana et publiée par Aniplex. Le premier disque contenant 21 pistes est inclus dans le premier coffret Blu-ray/DVD de la série, sorti le 25 avril 2018,. Le deuxième disque est compris dans le quatrième coffret Blu-ray/DVD de la série, sorti le 25 juillet 2018,. Le troisième disque est compris dans le cinquième coffret Blu-ray/DVD de la série, sorti le 29 août 2018,. Les trois disques de la bande originale ont été publiés numériquement sur divers magasins de musique en ligne le 27 mars 2019.
Toute la musique est composée par Asami Tachibana (sauf la 21e piste, écrite par Katsuhiko Sugiyama).
| DARLING in the FRANXX Original Soundtrack Vol. 1 | DARLING in the FRANXX Original Soundtrack Vol. 1 | DARLING in the FRANXX Original Soundtrack Vol. 1 | DARLING in the FRANXX Original Soundtrack Vol. 1 | DARLING in the FRANXX Original Soundtrack Vol. 1 | DARLING in the FRANXX Original Soundtrack Vol. 1 | DARLING in the FRANXX Original Soundtrack Vol. 1 | DARLING in the FRANXX Original Soundtrack Vol. 1 | DARLING in the FRANXX Original Soundtrack Vol. 1 | DARLING in the FRANXX Original Soundtrack Vol. 1 |
| No                                               | Titre                                            | Paroles                                          | Notes                                            | Durée                                            |                                                  |                                                  |                                                  |                                                  |                                                  |
| ------------------------------------------------ | ------------------------------------------------ | ------------------------------------------------ | ------------------------------------------------ | ------------------------------------------------ | ------------------------------------------------ | ------------------------------------------------ | ------------------------------------------------ | ------------------------------------------------ | ------------------------------------------------ |
| 1.                                               | cÅGE                                             | cAnON.                                           | Interprété par Anna Pingina                      | 4:56                                             |                                                  |                                                  |                                                  |                                                  |                                                  |
| 2.                                               | Vanquish                                         | Benjamin, mpi                                    | Interprété par Monique Dehaney                   | 2:40                                             |                                                  |                                                  |                                                  |                                                  |                                                  |
| 3.                                               | Odds and ends                                    |                                                  |                                                  | 2:23                                             |                                                  |                                                  |                                                  |                                                  |                                                  |
| 4.                                               | o-DOR                                            |                                                  |                                                  | 1:48                                             |                                                  |                                                  |                                                  |                                                  |                                                  |
| 5.                                               | Dino-S                                           |                                                  |                                                  | 2:01                                             |                                                  |                                                  |                                                  |                                                  |                                                  |
| 6.                                               | BEAST                                            |                                                  |                                                  | 2:46                                             |                                                  |                                                  |                                                  |                                                  |                                                  |
| 7.                                               | Counterattack                                    |                                                  |                                                  | 3:03                                             |                                                  |                                                  |                                                  |                                                  |                                                  |
| 8.                                               | Operation                                        |                                                  |                                                  | 3:04                                             |                                                  |                                                  |                                                  |                                                  |                                                  |
| 9.                                               | Reversal                                         |                                                  |                                                  | 2:47                                             |                                                  |                                                  |                                                  |                                                  |                                                  |
| 10.                                              | In the FRANXX                                    |                                                  |                                                  | 2:09                                             |                                                  |                                                  |                                                  |                                                  |                                                  |
| 11.                                              | Trente                                           |                                                  |                                                  | 1:51                                             |                                                  |                                                  |                                                  |                                                  |                                                  |
| 12.                                              | Distopia                                         |                                                  |                                                  | 1:52                                             |                                                  |                                                  |                                                  |                                                  |                                                  |
| 13.                                              | Godliness                                        |                                                  |                                                  | 2:20                                             |                                                  |                                                  |                                                  |                                                  |                                                  |
| 14.                                              | Aile                                             |                                                  |                                                  | 2:24                                             |                                                  |                                                  |                                                  |                                                  |                                                  |
| 15.                                              | Clarity                                          |                                                  |                                                  | 2:29                                             |                                                  |                                                  |                                                  |                                                  |                                                  |
| 16.                                              | Nuance                                           |                                                  |                                                  | 1:50                                             |                                                  |                                                  |                                                  |                                                  |                                                  |
| 17.                                              | Miel                                             |                                                  |                                                  | 1:30                                             |                                                  |                                                  |                                                  |                                                  |                                                  |
| 18.                                              | Dropping                                         |                                                  |                                                  | 2:08                                             |                                                  |                                                  |                                                  |                                                  |                                                  |
| 19.                                              | CODE:002                                         |                                                  |                                                  | 2:36                                             |                                                  |                                                  |                                                  |                                                  |                                                  |
| 20.                                              | VICTORIA                                         |                                                  |                                                  | 3:06                                             |                                                  |                                                  |                                                  |                                                  |                                                  |
| 21.                                              | Torikago ~BGM-Rearrange~                         |                                                  | Arrangé par Kohta Yamamoto                       | 1:55                                             |                                                  |                                                  |                                                  |                                                  |                                                  |
| 51:38                                            |                                                  |                                                  |                                                  |                                                  |                                                  |                                                  |                                                  |                                                  |                                                  |

Toute la musique est composée par Asami Tachibana.
| DARLING in the FRANXX Original Soundtrack Vol. 2 | DARLING in the FRANXX Original Soundtrack Vol. 2 | DARLING in the FRANXX Original Soundtrack Vol. 2 | DARLING in the FRANXX Original Soundtrack Vol. 2 | DARLING in the FRANXX Original Soundtrack Vol. 2 | DARLING in the FRANXX Original Soundtrack Vol. 2 | DARLING in the FRANXX Original Soundtrack Vol. 2 | DARLING in the FRANXX Original Soundtrack Vol. 2 | DARLING in the FRANXX Original Soundtrack Vol. 2 | DARLING in the FRANXX Original Soundtrack Vol. 2 |
| No                                               | Titre                                            | Paroles                                          | Notes                                            | Durée                                            |                                                  |                                                  |                                                  |                                                  |                                                  |
| ------------------------------------------------ | ------------------------------------------------ | ------------------------------------------------ | ------------------------------------------------ | ------------------------------------------------ | ------------------------------------------------ | ------------------------------------------------ | ------------------------------------------------ | ------------------------------------------------ | ------------------------------------------------ |
| 1.                                               | FUSE                                             | Benjamin, mpi                                    | Interprété par Claudia Vazquez                   | 3:01                                             |                                                  |                                                  |                                                  |                                                  |                                                  |
| 2.                                               | Battle Cry                                       | Dj L-Spade                                       | Dj L-Spade                                       | 3:30                                             |                                                  |                                                  |                                                  |                                                  |                                                  |
| 3.                                               | Your smile                                       |                                                  |                                                  | 2:17                                             |                                                  |                                                  |                                                  |                                                  |                                                  |
| 4.                                               | Abandoned Places                                 |                                                  |                                                  | 1:41                                             |                                                  |                                                  |                                                  |                                                  |                                                  |
| 5.                                               | The Seven Sages                                  |                                                  |                                                  | 1:43                                             |                                                  |                                                  |                                                  |                                                  |                                                  |
| 6.                                               | Klaxosaur                                        |                                                  |                                                  | 2:23                                             |                                                  |                                                  |                                                  |                                                  |                                                  |
| 7.                                               | Gutenberg                                        |                                                  |                                                  | 2:37                                             |                                                  |                                                  |                                                  |                                                  |                                                  |
| 8.                                               | Shady History                                    |                                                  |                                                  | 2:03                                             |                                                  |                                                  |                                                  |                                                  |                                                  |
| 9.                                               | ADuLt                                            |                                                  |                                                  | 1:35                                             |                                                  |                                                  |                                                  |                                                  |                                                  |
| 10.                                              | One's Word                                       |                                                  |                                                  | 1:52                                             |                                                  |                                                  |                                                  |                                                  |                                                  |
| 11.                                              | Vita                                             |                                                  |                                                  | 1:33                                             |                                                  |                                                  |                                                  |                                                  |                                                  |
| 12.                                              | CHiLDRen                                         |                                                  |                                                  | 1:31                                             |                                                  |                                                  |                                                  |                                                  |                                                  |
| 13.                                              | CODE:015                                         |                                                  |                                                  | 2:52                                             |                                                  |                                                  |                                                  |                                                  |                                                  |
| 14.                                              | Lilac                                            |                                                  |                                                  | 1:52                                             |                                                  |                                                  |                                                  |                                                  |                                                  |
| 15.                                              | Red Hibiscus                                     |                                                  |                                                  | 2:28                                             |                                                  |                                                  |                                                  |                                                  |                                                  |
| 16.                                              | The Sands                                        |                                                  |                                                  | 2:09                                             |                                                  |                                                  |                                                  |                                                  |                                                  |
| 17.                                              | Boys×Girls                                       |                                                  |                                                  | 1:44                                             |                                                  |                                                  |                                                  |                                                  |                                                  |
| 18.                                              | VICTORIA-piano ver.-                             |                                                  |                                                  | 3:10                                             |                                                  |                                                  |                                                  |                                                  |                                                  |
| 19.                                              | Lilac-guitar ver.-                               |                                                  |                                                  | 1:51                                             |                                                  |                                                  |                                                  |                                                  |                                                  |
| 20.                                              | Mistilteinn                                      |                                                  |                                                  | 2:30                                             |                                                  |                                                  |                                                  |                                                  |                                                  |
| 21.                                              | D#regards                                        | cAnON.                                           | Interprété par Anna Pingina                      | 4:12                                             |                                                  |                                                  |                                                  |                                                  |                                                  |
| 48:34                                            |                                                  |                                                  |                                                  |                                                  |                                                  |                                                  |                                                  |                                                  |                                                  |

Toute la musique est composée par Asami Tachibana (sauf la 22e piste, écrite par Katsuhiko Sugiyama).
| DARLING in the FRANXX Original Soundtrack Vol. 3 | DARLING in the FRANXX Original Soundtrack Vol. 3 | DARLING in the FRANXX Original Soundtrack Vol. 3 | DARLING in the FRANXX Original Soundtrack Vol. 3 | DARLING in the FRANXX Original Soundtrack Vol. 3 | DARLING in the FRANXX Original Soundtrack Vol. 3 | DARLING in the FRANXX Original Soundtrack Vol. 3 | DARLING in the FRANXX Original Soundtrack Vol. 3 | DARLING in the FRANXX Original Soundtrack Vol. 3 | DARLING in the FRANXX Original Soundtrack Vol. 3 |
| No                                               | Titre                                            | Paroles                                          | Notes                                            | Durée                                            |                                                  |                                                  |                                                  |                                                  |                                                  |
| ------------------------------------------------ | ------------------------------------------------ | ------------------------------------------------ | ------------------------------------------------ | ------------------------------------------------ | ------------------------------------------------ | ------------------------------------------------ | ------------------------------------------------ | ------------------------------------------------ | ------------------------------------------------ |
| 1.                                               | CODE:016                                         |                                                  |                                                  | 2:29                                             |                                                  |                                                  |                                                  |                                                  |                                                  |
| 2.                                               | RoCco                                            |                                                  |                                                  | 1:59                                             |                                                  |                                                  |                                                  |                                                  |                                                  |
| 3.                                               | Lotus                                            |                                                  |                                                  | 1:59                                             |                                                  |                                                  |                                                  |                                                  |                                                  |
| 4.                                               | CODE:001                                         |                                                  |                                                  | 2:26                                             |                                                  |                                                  |                                                  |                                                  |                                                  |
| 5.                                               | CoiL                                             |                                                  |                                                  | 3:16                                             |                                                  |                                                  |                                                  |                                                  |                                                  |
| 6.                                               | DESPAIR                                          |                                                  |                                                  | 2:25                                             |                                                  |                                                  |                                                  |                                                  |                                                  |
| 7.                                               | InVaDeR                                          |                                                  |                                                  | 2:44                                             |                                                  |                                                  |                                                  |                                                  |                                                  |
| 8.                                               | GLADIOLUS                                        |                                                  |                                                  | 3:52                                             |                                                  |                                                  |                                                  |                                                  |                                                  |
| 9.                                               | JUSTICE                                          |                                                  |                                                  | 2:20                                             |                                                  |                                                  |                                                  |                                                  |                                                  |
| 10.                                              | Requiem                                          |                                                  |                                                  | 2:55                                             |                                                  |                                                  |                                                  |                                                  |                                                  |
| 11.                                              | Cherry blossoms                                  |                                                  |                                                  | 2:23                                             |                                                  |                                                  |                                                  |                                                  |                                                  |
| 12.                                              | HIRO and ZERO TWO                                |                                                  |                                                  | 3:41                                             |                                                  |                                                  |                                                  |                                                  |                                                  |
| 13.                                              | cÅGE -piano ver.-                                |                                                  |                                                  | 1:57                                             |                                                  |                                                  |                                                  |                                                  |                                                  |
| 14.                                              | JUSTICE -Epiano ver.-                            |                                                  |                                                  | 2:28                                             |                                                  |                                                  |                                                  |                                                  |                                                  |
| 15.                                              | Pray for..                                       |                                                  |                                                  | 5:49                                             |                                                  |                                                  |                                                  |                                                  |                                                  |
| 16.                                              | cÅGE -SPS ver.-                                  |                                                  |                                                  | 2:43                                             |                                                  |                                                  |                                                  |                                                  |                                                  |
| 17.                                              | FUSE -instrumental-                              |                                                  |                                                  | 3:01                                             |                                                  |                                                  |                                                  |                                                  |                                                  |
| 18.                                              | Battle Cry -instrumental-                        |                                                  |                                                  | 3:30                                             |                                                  |                                                  |                                                  |                                                  |                                                  |
| 19.                                              | Vanquish -instrumental-                          |                                                  |                                                  | 2:40                                             |                                                  |                                                  |                                                  |                                                  |                                                  |
| 20.                                              | D#regards -instrumental-                         |                                                  |                                                  | 4:12                                             |                                                  |                                                  |                                                  |                                                  |                                                  |
| 21.                                              | cÅGE -instrumental-                              |                                                  |                                                  | 4:55                                             |                                                  |                                                  |                                                  |                                                  |                                                  |
| 22.                                              | Torikago (BGM-Rearrange) -guitar ver.-           |                                                  | Arrangé par Kohta Yamamoto                       | 2:56                                             |                                                  |                                                  |                                                  |                                                  |                                                  |
| 66:40                                            |                                                  |                                                  |                                                  |                                                  |                                                  |                                                  |                                                  |                                                  |                                                  |

## Manga
Lors de la Jump Festa 2018, en mi-décembre 2017, il est révélé que le nouveau manga de Kentarō Yabuki est une adaptation en manga de la série télévisée Darling in the Franxx. Celui-ci est publié sur le site web et l'application Shōnen Jump+ de Shūeisha le 14 janvier 2018. Le 60e et dernier chapitre est sorti le 26 janvier 2020. À partir du 37e chapitre, l'histoire présente des différences majeures par rapport à la série d'animation d'origine. Les chapitres sont rassemblés et édités dans le format tankōbon par Shūeisha avec le premier volume publié en février 2018 ; la série est composée au total de 8 volumes tankōbon. En France, la série est publiée à partir du 5 janvier 2022 par les éditions Delcourt/Tonkam.
Dans le 6e numéro de 2018 du Weekly Shōnen Jump, il est rapporté qu'un manga spin-off au format quatre cases est en préparation. Celui-ci, intitulé DARLING in the FRANXX! (だーりん・いん・ざ・ふらんきす！, Dārin In Za Furankisu), est dessiné par mato. Également publiée à partir du 14 janvier 2018 dans le Shōnen Jump+, cette série dérivée est mise à jour tous les dimanches, lundis et mardis et met en vedette les versions chibi des personnages. Celle-ci s'est conclue avec le 73e chapitre sorti le 11 juillet 2018. Shūeisha a rassemblé les chapitres et les a compilé dans un volume tankōbon publié en octobre 2018.

### Liste de volumes

#### DARLING in the FRANXX
| no | Japonais         | Japonais          | Français         | Français                                                                  |
| no | Date de sortie   | ISBN              | Date de sortie   | ISBN                                                                      |
| -- | ---------------- | ----------------- | ---------------- | ------------------------------------------------------------------------- |
| 1  | 2 février 2018   | 978-4-08-881454-4 | 5 janvier 2022   | 978-2-41-304299-0                                                         |
| 2  | 2 mai 2018       | 978-4-08-881493-3 | 20 avril 2022    | 978-2-41-304300-3                                                         |
| 3  | 4 octobre 2018   | 978-4-08-881620-3 | 15 juin 2022     | 978-2-41-304301-0                                                         |
| 4  | 4 février 2019   | 978-4-08-881752-1 | 7 septembre 2022 | 978-2-41-304302-7                                                         |
| 5  | 2 mai 2019       | 978-4-08-881854-2 | 9 novembre 2022  | 978-2-41-304766-7                                                         |
| 6  | 4 septembre 2019 | 978-4-08-882048-4 | 1er février 2023 | 978-2-41-304767-4 (édition standard) 978-2-41-307649-0 (édition spéciale) |
| 7  | 4 janvier 2020   | 978-4-08-882196-2 | 26 avril 2023    | 978-2-41-304768-1                                                         |
| 8  | 3 avril 2020     | 978-4-08-882277-8 | 28 juin 2023     | 978-2-41-304769-8 (édition standard) 978-2-41-307738-1 (édition spéciale) |

#### DARLING in the FRANXX!
| no | Japonais       | Japonais          |
| no | Date de sortie | ISBN              |
| -- | -------------- | ----------------- |
| 1  | 4 octobre 2018 | 978-4-08-881621-0 |

### Sources
1. ↑  « Darling in the FranXX - Anime VOD - Manga news », sur www.manga-news.com, 2018 (consulté le 25 février 2018)
2. 1 2  (en) « To Love-Ru's Kentaro Yabuki's New Manga is DARLING in the FRANXX », sur Anime News Network, 15 décembre 2017 (consulté le 25 février 2018)
3. 1 2  (ja) « [60話]ダーリン・イン・ザ・フランキス », sur shonenjumpplus.com,‎ 26 janvier 2020 (consulté le 17 mars 2020)
4. 1 2  (en) « Mato Launches 4-Panel Manga Spinoff For DARLING in the FRANXX Anime », sur Anime News Network, 3 janvier 2018 (consulté le 25 février 2018)
5. 1 2  (ja) mato (@mozu_hayanie), « だりふらも最終回となりました。読んで頂き本当に感謝です🙏 », sur Twitter,‎ 11 juillet 2018 (consulté le 11 juillet 2018)
6. 1 2 3 4 5 6 7 8 9 10 11 12 13 14 15 16 17 18 19 20 21 22 23 24 25  (ja) « CHARACTER », sur Site officiel (consulté le 25 février 2018)
7. 1 2 3 4 5 6 7 8 9 10  (en) « DARLING in the FRANXX Anime's Promo Video, TV Ads Streamed », sur Anime News Network, 8 novembre 2017 (consulté le 25 février 2018)
8. 1 2 3  (en) « DARLING in the FRANXX (TV) - Anime News Network », sur Anime News Network (consulté le 30 juin 2018)
9. 1 2 3 4 5 6 7 8 9 10 11 12 13 14 15 16 17 18  (en) « DARLING in the FRANXX (TV) », sur Anime News Network (consulté le 26 juillet 2019)
10. ↑  (en) Jennifer Sherman, « DARLING in the FRANXX Anime Replaces Yuichiro Umehara With Daiki Hamano : Umehara was hospitalized in May after being diagnosed with autoimmune disease », sur Anime News Network, 29 juin 2018 (consulté le 29 juin 2018)
11. 1 2 3  (en) « DARLING in the FRANXX Anime's 2nd Promo Reveals More Cast », sur Anime News Network, 26 décembre 2017 (consulté le 25 février 2018)
12. ↑  (en) « Studio Trigger Announces 3 New Anime Titles (Updated) », sur Anime News Network, 2 juillet 2017 (consulté le 25 février 2018)
13. ↑  (en) « Studio Trigger, A-1 Pictures' DARLING in the FRANKXX Anime Reveals Video, Visual, Staff », sur Anime News Network, 5 juillet 2017 (consulté le 25 février 2018)
14. ↑  (ja) « STAFF/CAST », sur Site officiel (consulté le 25 février 2018)
15. ↑  (ja) « Blu-ray & DVD : ダーリン・イン・ザ・フランキス 8 », sur Site officiel (consulté le 25 février 2018)
16. 1 2  (en) « DARLING in the FRANXX Anime Reveals January 13 Premiere, Opening Theme Song », sur Anime News Network, 13 décembre 2017 (consulté le 25 février 2018)
17. ↑  (ja) « ON AIR », sur Site officiel (consulté le 25 février 2018)
18. ↑  GoToon, « ANNONCE : date et heure de diffusion de DARLING in the FRANXX cet hiver sur Crunchyroll : Par les studios Trigger et A-1 Pictures », sur Crunchyroll, 9 janvier 2018 (consulté le 25 février 2018)
19. ↑  (en) Funimation, « See the first dubbed episode of DARLING in the FRANXX on FunimationNow! http://funi.to/2BMtf0g pic.twitter.com/2wjjqG7axx », sur Twitter, 1er février 2018 (consulté le 25 février 2018)
20. ↑  GoToon, « ANNONCE : de nouvelles VF prochainement sur Crunchyroll : DARLING in the FRANXX, le film de Tanya… », sur Crunchyroll, 6 juillet 2019 (consulté le 26 juillet 2019)
21. ↑  « Darling in the FranXX en DVD & Blu-ray chez @Anime », sur manga-news.com, 16 mars 2020 (consulté le 16 mars 2020)
22. ↑  (ja) ダーリン・イン・ザ・フランキス (@DARLI_FRA), « 【次週プレイバック特番放送！】 », sur Twitter,‎ 21 avril 2018 (consulté le 22 avril 2018)
23. ↑  (ja) « プレイバック特番放送決定！ », sur Site officiel,‎ 22 avril 2018 (consulté le 22 avril 2018)
24. ↑  (ja) ダーリン・イン・ザ・フランキス (@DARLI_FRA), « 【プレイバック特番Ⅱ予告映像公開！】 », sur Twitter,‎ 31 mai 2018 (consulté le 3 juin 2018)
25. ↑  (ja) « プレイバック特番Ⅱ放送決定！ », sur Site officiel,‎ 27 mai 2018 (consulté le 3 juin 2018)
26. ↑  (ja) « MUSIC : オープニング主題歌 », sur Site officiel (consulté le 25 février 2018)
27. ↑  (en) « DARLING in the FRANXX Anime's Heroines Sing Ending Theme », sur Anime News Network, 6 janvier 2018 (consulté le 25 février 2018)
28. ↑  (ja) « MUSIC : エンディング主題歌 », sur Site officiel (consulté le 25 février 2018)
29. ↑  (en) « DARLING in the FRANXX ORIGINAL SOUNDTRACK vol.1 », sur vgmdb.net (consulté le 26 mai 2018)
30. ↑  (ja) « Blu-ray & DVD : ダーリン・イン・ザ・フランキス  1 » [« Blu-ray & DVD: DARLING in the FRANXX 1 »], sur site officiel (consulté le 26 mai 2018)
31. ↑  (en) « DARLING in the FRANXX ORIGINAL SOUNDTRACK vol.2 », sur vgmdb.net (consulté le 26 mai 2018)
32. ↑  (ja) « Blu-ray & DVD : ダーリン・イン・ザ・フランキス 4 » [« Blu-ray & DVD: DARLING in the FRANXX 4 »], sur site officiel (consulté le 26 mai 2018)
33. ↑  (en) « DARLING in the FRANXX ORIGINAL SOUNDTRACK vol.3 », sur vgmdb.net (consulté le 17 mars 2020)
34. ↑  (ja) « Blu-ray & DVD : ダーリン・イン・ザ・フランキス 5 » [« Blu-ray & DVD: DARLING in the FRANXX 5 »], sur site officiel (consulté le 17 mars 2020)
35. ↑  (ja) « NEWS : オリジナルサウンドトラック配信決定！ » [« Décision de distribution de la bande originale ! »], sur site officiel,‎ 13 mars 2019 (consulté le 17 mars 2020)
36. ↑  kuuro_yuki, « Un manga pour DARLING in the FRANXX : Bientôt chez vous ! », sur Crunchyroll, 18 décembre 2017 (consulté le 25 février 2018)
37. ↑  (en) Kim Morrissy, « Kentaro Yabuki Says Darling in the Franxx Manga Will Have 'Major Divergences' From the Anime », sur Anime News Network, 14 janvier 2019 (consulté le 14 janvier 2019)
38. ↑  (ja) « 矢吹健太朗が描く「ダリフラ」1巻、セクシーシーンはもちろん無修正で収録 », sur natalie.mu,‎ 2 février 2018 (consulté le 23 décembre 2018)
39. ↑  (ja) « 【4月3日付】本日発売の単行本リスト », sur natalie.mu,‎ 3 avril 2020 (consulté le 8 avril 2020)
40. ↑  « Le manga Darling in the FranXX annoncé par Delcourt / Tonkam, 01 Décembre 2021 », sur manga-news.com (consulté le 1er décembre 2021)
41. ↑  (ja) « 「ダリフラ」フルカラーで描くスピンオフ4コマが単行本に、描き下ろしは40P », sur natalie.mu,‎ 4 octobre 2018 (consulté le 23 décembre 2018)

### Œuvres
Édition japonaise
DARLING in the FRANXX
1. 1 2  (ja) « ダーリン・イン・ザ・フランキス 1 » [« DARLING in the FRANXX 1 »], sur Shūeisha (consulté le 27 décembre 2017)
2. 1 2  (ja) « ダーリン・イン・ザ・フランキス 2 » [« DARLING in the FRANXX 2 »], sur Shūeisha (consulté le 27 décembre 2017)
3. 1 2  (ja) « ダーリン・イン・ザ・フランキス 3 » [« DARLING in the FRANXX 3 »], sur Shūeisha (consulté le 23 décembre 2018)
4. 1 2  (ja) « ダーリン・イン・ザ・フランキス 4 » [« DARLING in the FRANXX 4 »], sur Shūeisha (consulté le 23 décembre 2018)
5. 1 2  (ja) « ダーリン・イン・ザ・フランキス 5 » [« DARLING in the FRANXX 5 »], sur Shūeisha (consulté le 3 mai 2019)
6. 1 2  (ja) « ダーリン・イン・ザ・フランキス 6 » [« DARLING in the FRANXX 6 »], sur Shūeisha (consulté le 30 septembre 2019)
7. 1 2  (ja) « ダーリン・イン・ザ・フランキス 7 » [« DARLING in the FRANXX 7 »], sur Shūeisha (consulté le 17 mars 2020)
8. 1 2  (ja) « ダーリン・イン・ザ・フランキス 8 » [« DARLING in the FRANXX 8 »], sur Shūeisha (consulté le 17 mars 2020)

DARLING in the FRANXX!
1. 1 2  (ja) « だーりん・いん・ざ・ふらんきす！ » [« DARLING in the FRANXX! »], sur Shūeisha (consulté le 23 décembre 2018)

Édition française
DARLING in the FRANXX
1. 1 2  « DARLING in the FRANXX Vol. 1 », sur Delcourt/Tonkam (consulté le 8 décembre 2022)
2. 1 2  « DARLING in the FRANXX Vol. 2 », sur Delcourt/Tonkam (consulté le 8 décembre 2022)
3. 1 2  « DARLING in the FRANXX Vol. 3 », sur Delcourt/Tonkam (consulté le 8 décembre 2022)
4. 1 2  « DARLING in the FRANXX Vol. 4 », sur Delcourt/Tonkam (consulté le 8 décembre 2022)
5. 1 2  « DARLING in the FRANXX Vol. 5 », sur Delcourt/Tonkam (consulté le 8 décembre 2022)
6. 1 2  « DARLING in the FRANXX Vol. 6 », sur Delcourt/Tonkam (consulté le 8 décembre 2022)
7. ↑  « DARLING in the FRANXX Vol. 6 - Édition spéciale », sur Delcourt/Tonkam (consulté le 8 décembre 2022)
8. 1 2  « DARLING in the FRANXX Vol. 7 », sur Delcourt/Tonkam (consulté le 1er février 2023)
9. 1 2  « DARLING in the FRANXX Vol. 8 », sur Delcourt/Tonkam (consulté le 1er février 2023)
10. ↑  « DARLING in the FRANXX Vol. 8 - Édition spéciale », sur Delcourt/Tonkam (consulté le 1er février 2023)